# Tanja Damaske
Tanja Damaske (ur. 16 listopada 1971 w Berlinie) – niemiecka lekkoatletka specjalizująca się w rzucie oszczepem.
Pierwszy sukces odniosła w 1990 zdobywając złoto mistrzostw świata juniorów. W 1993 zdobyła tytuł wicemistrzyni Uniwersjady. Mistrzyni Europy z Budapesztu (1998). W 1997 w Atenach wywalczyła brązowy medal mistrzostw świata. Dwukrotnie wygrywała Finał Grand Prix IAAF (1996 i 1998), także dwukrotnie triumfowała w Superlidze Pucharu Europy (1998 i 1999). Pięciokrotna mistrzyni Niemiec. Rekord życiowy: 66,91 (4 lipca 1999, Erfurt). Karierę skończyła w 2003.